# Graeme Thomson
Sir Graeme Thomson, GCMG KCB (* 1875; † 1933) war ein britischer Kolonialgouverneur.

## Bedeutende Ämter
Thomson war vom 4. April 1923 bis zum 31. August 1925 Gouverneur von Britisch-Guayana (heute Guyana) und danach vom 13. November 1925 bis zum 17. Juni 1931 Gouverneur von Nigeria. Am 11. April 1931 übernahm er in Ceylon das Gouverneursamt von Bernard Henry Bourdillon, der nach Sir Herbert James Stanley seit 11. Februar des gleichen Jahres als Gouverneur amtierte. Thomson war bis zum 20. September 1933 Gouverneur in Ceylon.